# مارفن يوجين سميث
مارفن يوجين سميث (بالإنجليزية: Marvin Eugene Smith)‏ هو كاتب أغاني أمريكي، ولد في 1952.